# Occidental College
Occidental College is een particulier, gemengd liberal arts college in de Amerikaanse stad Los Angeles (Californië). De school werd in 1887 opgericht door presbyteriaanse missionarissen. Hoewel de school niet langer geassocieerd is met de Presbyterian Church, voert ze egalitaire waarden wel nog hoog in het vaandel. Occidental College, door haar studenten en alumni ook "Oxy" genoemd, bevindt zich in de Eagle Rock-buurt van Los Angeles. De eerste bouwwerken op de campus werden in mediterrane stijl ontworpen door Myron Hunt, die ook de Rose Bowl tekende.
Doordat Occidental College zo dicht bij Hollywood ligt, en een aantrekkelijke campus heeft, zijn er meerdere films opgenomen.

## Alumni
Occidental College heeft veel beroemde alumni, waaronder:
- Ben Affleck, acteur en regisseur
- Glenn Corbett, acteur
- Marty Evans, marinier
- Will Friedle, acteur en komiek
- Terry Gilliam, animator en regisseur
- Robinson Jeffers, dichter
- Jack Kemp, Americanfootballspeler en politicus
- Pete McCloskey, politicus
- Barack Obama, president van de Verenigde Staten
- Scott O'Dell, jeugdauteur
- Marcel Ophüls, documentairemaker
- Emily Osment, actrice en zangeres
- Phillip Paludan, geschiedkundige
- Jake Shears, zanger
- Rider Strong, acteur
- William Cameron Townsend, missionaris
- Fred Whipple, astronoom
- Luke Wilson, acteur
- Rosalind Wiseman, schrijfster